# Cheirosporium triseriale
Cheirosporium triseriale är en svampart som beskrevs av L. Cai & K.D. Hyde 2008. Cheirosporium triseriale ingår i släktet Cheirosporium, ordningen Pleosporales, klassen Dothideomycetes, divisionen sporsäcksvampar och riket svampar.   Inga underarter finns listade i Catalogue of Life.